# جوليان باربييه
جوليان باربييه (بالفرنسية: Julien Barbier)‏ هو مهندس معماري فرنسي، ولد في 1869، وتوفي في 1940.